# Illiers-l'Évêque
Illiers-l'Évêque és un municipi francès situat al departament de l'Eure i a la regió de Normandia. L'any 2007 tenia 981 habitants.

## Demografia

### Població
El 2007 la població de fet d'Illiers-l'Évêque era de 981 persones. Hi havia 336 famílies, de les quals 60 eren unipersonals (16 homes vivint sols i 44 dones vivint soles), 108 parelles sense fills, 152 parelles amb fills i 16 famílies monoparentals amb fills.
La població ha evolucionat segons el següent gràfic:
Habitants censats

### Habitatges
El 2007 hi havia 436 habitatges, 342 eren l'habitatge principal de la família, 82 eren segones residències i 12 estaven desocupats. 425 eren cases i 7 eren apartaments. Dels 342 habitatges principals, 300 estaven ocupats pels seus propietaris, 29 estaven llogats i ocupats pels llogaters i 13 estaven cedits a títol gratuït; 2 tenien una cambra, 14 en tenien dues, 45 en tenien tres, 96 en tenien quatre i 185 en tenien cinc o més. 284 habitatges disposaven pel capbaix d'una plaça de pàrquing. A 143 habitatges hi havia un automòbil i a 189 n'hi havia dos o més.

### Piràmide de població
La piràmide de població per edats i sexe el 2009 era:
| Homes | Edats   | Dones |
| ----- | ------- | ----- |
| 0     | 95 o +  | 8     |
| 4     | 90 a 94 | 12    |
| 20    | 85 a 89 | 32    |
| 4     | 80 a 84 | 12    |
| 8     | 75 a 79 | 16    |
| 16    | 70 a 74 | 24    |
| 20    | 65 a 69 | 28    |
| 20    | 60 a 64 | 16    |
| 16    | 55 a 59 | 16    |
| 24    | 50 a 54 | 8     |
| 48    | 45 a 49 | 52    |
| 20    | 40 a 44 | 36    |
| 28    | 35 a 39 | 24    |
| 28    | 30 a 34 | 32    |
| 16    | 25 a 29 | 28    |
| 28    | 20 a 24 | 16    |
| 24    | 15 a 19 | 28    |
| 28    | 10 a 14 | 8     |
| 56    | 5 a 9   | 40    |
| 32    | 0 a 4   | 16    |

## Economia
El 2007 la població en edat de treballar era de 595 persones, 448 eren actives i 147 eren inactives. De les 448 persones actives 415 estaven ocupades (220 homes i 195 dones) i 33 estaven aturades (18 homes i 15 dones). De les 147 persones inactives 47 estaven jubilades, 54 estaven estudiant i 46 estaven classificades com a «altres inactius».

### Ingressos
El 2009 a Illiers-l'Évêque hi havia 350 unitats fiscals que integraven 946,5 persones, la mediana anual d'ingressos fiscals per persona era de 19.346 €.

### Activitats econòmiques
Dels 31 establiments que hi havia el 2007, 1 era d'una empresa alimentària, 1 d'una empresa de fabricació d'altres productes industrials, 9 d'empreses de construcció, 7 d'empreses de comerç i reparació d'automòbils, 2 d'empreses de transport, 2 d'empreses d'hostatgeria i restauració, 1 d'una empresa financera, 6 d'empreses de serveis, 1 d'una entitat de l'administració pública i 1 d'una empresa classificada com a «altres activitats de serveis».
Dels 11 establiments de servei als particulars que hi havia el 2009, 2 eren tallers de reparació d'automòbils i de material agrícola, 2 paletes, 2 guixaires pintors, 1 fusteria, 2 lampisteries, 1 empresa de construcció i 1 perruqueria.
Dels 3 establiments comercials que hi havia el 2009, 1 era una botiga de més de 120 m², 1 una botiga de menys de 120 m² i 1 una fleca.
L'any 2000 a Illiers-l'Évêque hi havia 15 explotacions agrícoles que ocupaven un total de 924 hectàrees.

## Equipaments sanitaris i escolars
El 2009 hi havia una escola elemental.

## Poblacions més properes
El següent diagrama mostra les poblacions més properes.